# Стилтон
Стилтон (англ. Stilton) — английский полумягкий нарезной сыр с голубой плесенью.

## Виды
Производятся два вида «Стилтона»: хорошо известный голубой «Стилтон» (относится к голубым сырам) и менее известный белый «Стилтон». «Стилтону» присвоен европейский сертификат Protected designation of origin (PDO), поэтому только сыр, изготовленный в графствах Дербишир, Лестершир и Ноттингемшир и отвечающий строгим требованиям стандарта, может называться «Стилтоном». По иронии судьбы, в деревне Стилтон, давшей название этому сыру, производить его запрещено, так как эта деревня находится в графстве Кембриджшир.

## Требования
Основные требования к «Стилтону» таковы:
- сыр должен быть изготовлен в указанных графствах из местного пастеризованного молока;
- сыр должен иметь цилиндрическую форму;
- в процессе созревания на нём должна образоваться корка;
- в процессе изготовления сыр не должен подвергаться давлению;
- сыр должен иметь тонкие голубые жилки, направленные радиально от центра;
- сыр должен иметь характерный вкус.

Голубые жилки «Стилтона», также как и его изысканный вкус, связаны с наличием в сыре пенициллиновой культуры Penicillium roqueforti.
Обычно содержание жира в «Стилтоне» составляет 35 %, а белка 32 %.

## История
Своей известностью «Стилтон» обязан Куперу Торнхилу, хозяину трактира «Колокол» в деревне Стилтон на Большой Северной Дороге. В 1730 году Торнхил был проездом в Лестершире, где на маленькой ферме попробовал удивительно вкусный голубой сыр. Торнхилу сыр так понравился, что он немедленно купил исключительное право на распространение этого сыра. Вскоре к трактиру «Колокол» подкатила телега, гружёная сыром. В те времена дилижансы, двигавшиеся из Лондона в Эдинбург и обратно, останавливались в Стилтоне на отдых, так что легенды о голубом «Стилтоне» очень быстро разошлись по всей Англии.

## Использование
«Стилтон» часто подаётся с сельдереем, добавляется в овощные протёртые супы, особенно с брокколи и сельдереем. Используется в бутербродах с различными крекерами, печеньями и изысканными сортами хлеба. По английской традиции, запивают «Стилтон» портвейном. «Стилтон» принято подавать во время рождественской трапезы. Сыр «Стилтон» во многом схож с видом сыра «Шропшир Блю».